# ESIM

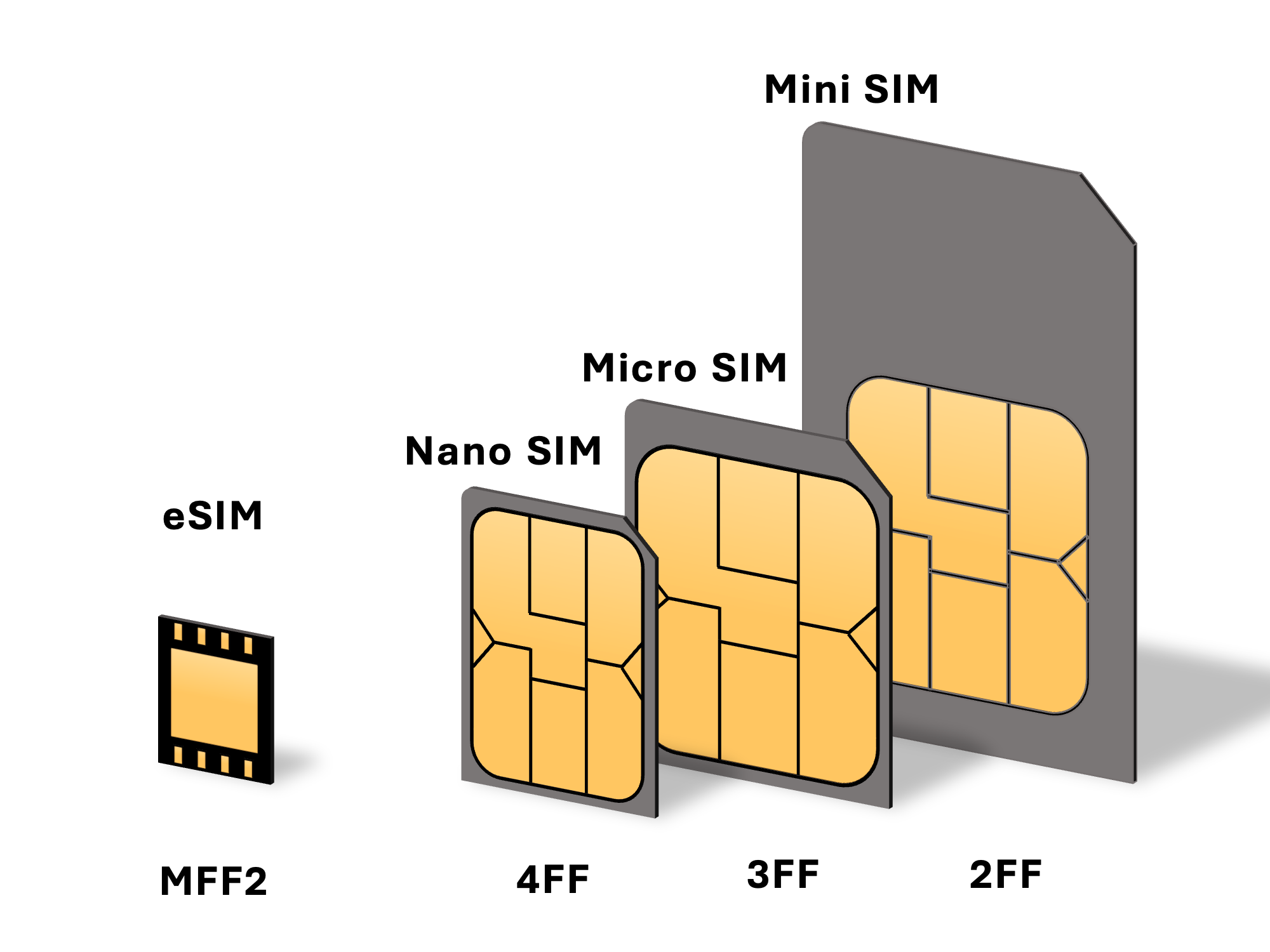
eSIM（圖左），以及各種尺寸SIM卡

eSIM，又名嵌入式SIM（embedded-SIM），是一种直接嵌入设备（焊接在PCB板上）的可编程SIM卡。使用eSIM的手機、穿戴式裝置、車載裝置及未來物聯網等設備可以無需配有SIM卡卡槽，用户不用插入實體SIM卡就能開通移动网络运营商提供的電信服務，當更換移动网络运营商時，运营商根据用户的更換请求，通過網絡推送SIM配置文件至用戶设备。eSIM具有更高的便利性與安全性，運營商也能提供更靈活的服務方案，是行動通訊未來趨勢。

## 歷史
2015年的三星Gear S2智能手表是首款能成功使用eSIM的商業化设备。eSIM標準的第一版于2016年3月发布，第二版于2016年11月发布。苹果公司在其2017年9月公開的Apple Watch Series 3及以后之产品中加入了eSIM功能。此外，他们从2018年發表的第三代iPad Pro及後續每一台iPad都支持eSIM。苹果还在iPhone XS、iPhone XS Max、iPhone XR和后来的双卡双待产品中加入了eSIM功能。iPhone上若要使用eSIM需要升級到iOS 12.1或更高版本。自2022年開始，於美國國內販售的iPhone 14更取消了SIM卡槽，僅接受eSIM。

## iSIM
與eSIM相似，但將功能整合到單晶片當中，而非獨立的晶片。可以節省電路板的空間並簡化排線。。